# Santa Maria la Longa

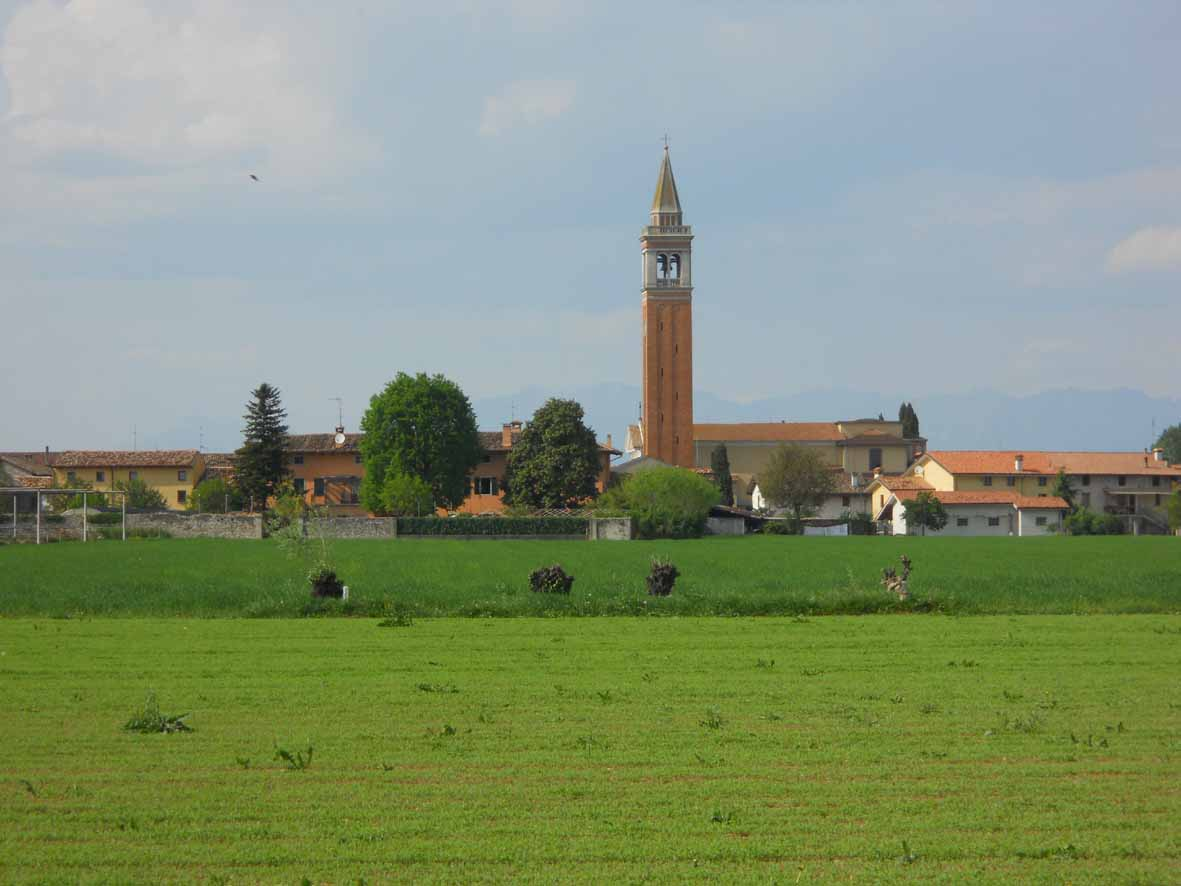
Santa Maria la Longa mit dem Blick auf den Campanile

Santa Maria la Longa (furlanisch Sante Marie la Lungje) ist eine nordostitalienische Gemeinde (comune) mit 2298 Einwohnern (Stand 31. Dezember 2023) in der Region Friaul-Julisch Venetien. Die Gemeinde liegt etwa 18 Kilometer südsüdöstlich von Udine.

## Verkehr
Der Bahnhof von Santa Maria la Longa liegt an der Bahnstrecke Udine-Cervignano. Im Ortsteil San Stefano Udinese befindet sich ein weiterer Halt. Durch die Gemeinde führt ferner die frühere Strada Statale 352 di Grado (heute: Regionalstraße) von Udine nach Grado.